# Bolea
Bolea (en aragonés Boleya), es una localidad (villa) de la comarca Hoya de Huesca y ejerce la capitalidad del municipio de La Sotonera en la provincia de Huesca. Situada a las faldas de las sierras de Caballera (1.563 m.) y Gratal (1.567 m.), sobre un promontorio que tiene vertientes a norte y sur, al NO de la ciudad de Huesca y a 20 km de distancia.

## Toponimia
Su nombre proviene del vocablo indoeuropeo bols, o bol que significa "cerro", "colina", aunque también ha recibido los nombres de "Yululo" en las fuentes árabes.

## Geografía humana

### Demografía
| Gráfica de evolución demográfica de Bolea entre 1842 y 1970 |
| |
| Población de derecho según los censos de población del INE Población de hecho según los censos de población del INEEntre el censo de 1970 y el anterior, crece el término del municipio porque incorpora a 22513 (Anies) Entre el censo de 1981 y el anterior, este municipio desaparece porque se agrupa en el municipio 22904 (La Sotonera) |

| 1970 | 2000 | 2001 | 2002 | 2003 | 2004 | 2006 | 2010 | 2014 | 2015 | 2018 | 2019 | 2021 |
| ---- | ---- | ---- | ---- | ---- | ---- | ---- | ---- | ---- | ---- | ---- | ---- | ---- |
| 836  | 540  | 543  | 543  | 534  | 537  | 585  | 571  | 536  | 532  | 473  | 464  | 494  |

## Historia

### Edad Media
La primera mención que tenemos de la población es a través del cronista Al-Razí, quien enumera las fortalezas vinculadas al valí de Huesca, mencionando la plaza fuerte de "Tolia", nombre con el que se denominaba entonces al castillo de la población.
El historiador andalusí Al-Udrí la menciona como una de las fortalezas más importantes de la medina de Wasqa, quien la describe como:

Otra fortaleza es la del castillo de Yululo, que tiene una preciosa muralla, y entre las casas intramuros hay molinos harineros que trabajan continuamente en invierno y en verano. Tiene abundantes frutales y olivos y está cerca del monte Aragón, que es un monte famoso entre los cristianos.
Al-Udrí

Al-Udrí volverá a mencionar la población al contar cómo en el 886 Huesca sufrió un ataque y su walí Umar Ibn Zakari-yya se había dirigido al «Qasr» de Buluya.
Posteriormente, en 1057 intentó conquistarla el rey Ramiro I de Aragón y más tarde en el 1083 lo intentó el rey Sancho Ramírez de Aragón, quien según la crónica Pinatense la consiguió conquistar para perderla después del 1093, cuando aparece donando su iglesia al monasterio de Montearagón.
Bolea fue una conquista tardía ya que las poblaciones cercanas de Puibolea, Loarre, Marcuello y sobre todo, Huesca, la fueron dejando aislada, quedando como un reducto musulmán en la zona que a pesar de las presiones del incipiente reino de Aragón consiguió mantenerse y hasta lanzar alguna que otra razzia.

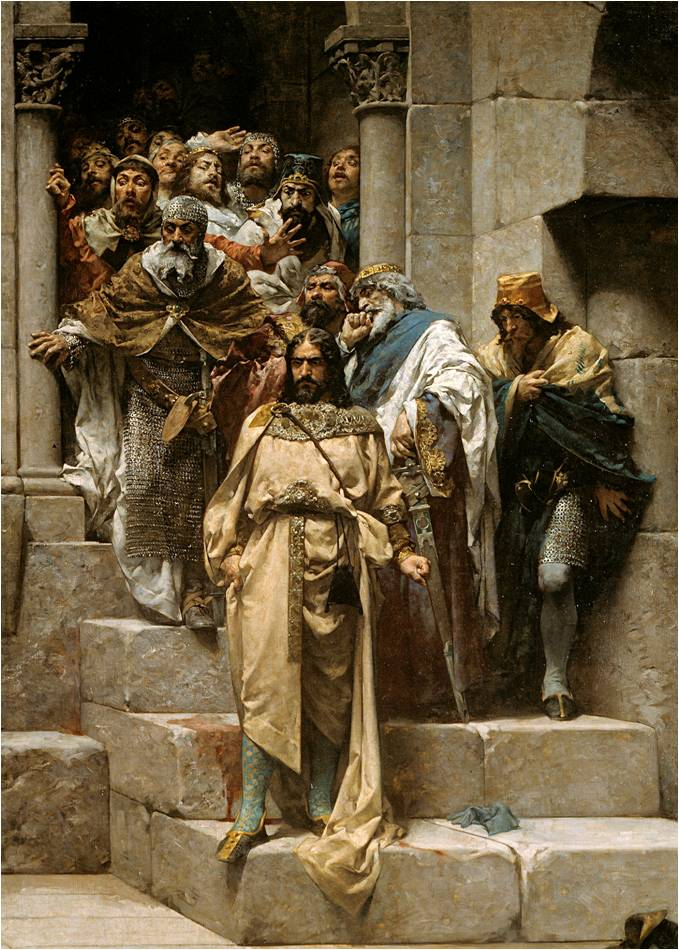
Tras el 1135, fecha tradicionalmente acreditada a la Leyenda, tanto Beltrán de Larbesa como Lope Fortuñones desaparecen del registro documental, pudiendo haber sido ejecutados por desobediencia al rey.

El 9 de mayo de 1097 se alude a la "casa de Azhoer de Boleia" y ya en septiembre de 1101 Pedro I emitía un documento "en el asedio de Bolea", siendo finalmente conquistada el 18 de octubre de 1101 por el rey Pedro I de Aragóntras vencer a un destacamento enviado por el rey de la taifa de Zaragoza en auxilio de la población, más tarde en marzo de 1099 el mismo rey confirmó a Montearagón la iglesia de "Boleia". 
Durante la Edad Media, Bolea fue una población que aunque fue de realengo durante largos periodos de tiempo contó con varios tenentes como Fortún López, quien también era tenente de Loarre desde el 1101 hasta el 1010, cuando aparece Pere Petit, posiblemente hermano de Castán de Biel y tío de Fortún Garcés de Biel, que mantuvo la tenencia hasta su muerte en el 1133, siendo sucedido en la tenencia por su hijo Pedro aunque ya en septiembre del mismo año y ya gobernando Ramiro II, quien separó esta tenencia de la de Loarre, en donde fue nombrado Lope Fortuñones, mientras que en Bolea se nombró a un noble llamado Cecodín de Navasa quien fue sucedido rápidamente por el noble Armengol VI hasta que este apoyó al rey castellano Alfonso VII en la conquista de Zaragoza. 
Tras este suceso aparece en febrero del 1135 como tenente de la población un noble llamado Beltrán de Larbasa, quien también lo era de Ejea, Luna y Aínsa pero tras una revuelta en la que el rey aragonés tuvo que refugiarse en la población de Besalú y tras el cual según cuenta la leyenda ocurrió la Campana de Huesca, tras el cual desaparecen del corpus documental tanto Beltrán de Larbasa como Lope Fortuñones.
Es desde entonces hasta el 1149 cuando el señor de la población y de Curbe es un tal caballero Gómez, quien había estado al servicio del rey navarro pero había caído en desgracia, mientras que los señoríos de Puibolea y de Anzano fueron para Ramón de Larbasa, hermano de Beltrán.
Posteriormente serían también tenentes de la población personajes de relevancia como el levantisco bearnés Arnaldo de Lascún entre el 1146 y tras su vuelta a la obediencia real entre 1158-62 o Jimeno de Atrusella, alférez mayor del rey Alfonso II, quien fue tenente entre el 1172-75.
En el 1174 la villa fue incluida dentro de la dote de la reina Sancha de Castilla, siendo la próxima fecha en la que se menciona la villa en octubre de 1198 el rey Pedro II de Aragón incorporó a la corona la villa de Bolea y prometió a sus habitantes que nunca enajenaría la villa, aunque posteriormente hubo de empeñarla junto con Loarre al noble Pedro de Ahones, teniendo que recuperarlos Jaime I en 1225, quien más tarde el 5 de febrero de 1262 vendió la villa de nuevo, esta vez a Gonzalo López aunque debió de volver a la corona poco después ya que el 14 de febrero de 1294 el rey Jaime II de Aragón dio Bolea a Rodrigo Jiménez de Luna para que tuviese durante su vida.
El 29 de enero de 1294 Rodrigo Jiménez de Luna dio al rey Jaime II de Aragón el castillo y villa de Bolea, quien a su vez el 20 de enero de 1295 dio licencia a Pedro de Montagut para que se la entregase a Rodrigo Jiménez de Luna.
Entre el 1295 y 1338 el era de realengo, mientras que el 26 de noviembre de 1383 el infante Martín donó la villa, volviendo esta de nuevo al realengo en el 1414 para volver a ser donada el 30 de marzo de 1418 por el rey Alfonso V de Aragón a su hermano Juan.

### Edad Moderna
En 1610 continuaba siendo de realengo, tal y como cuenta el portugués Labaña a su paso en el 1616 cuando comenta que en ella habitaban doscientos vecinos pero destaca el avanzado estado de ruina de varios monumentos.
A pesar de ser de realengo, Monasterio de Montearagón también era un importante propietario en la zona, prueba es que sus iglesias se encontraran en  su jurisdicción eclesiástica, tanto que sus concesiones influyeron probablemente en la creación de arrabales, como parece ser el de Xavierre que aparece mencionado en una donación que realiza el monasterio a un pellicero para que construya unas casas en los alrededores de la iglesia de Santo Tomás o el de Mueras, donde se ubica la ermita de la Virgen de Mueras y que existió hasta al menos el 1652, cuando contaba con cuatro casas.

### Época Contemporánea
En 1965 se le unió Aniés y posteriormente en 1973 se fusionó con Esquedas, Lierta, Plasencia del Monte, Quinzano y Puibolea para formar el nuevo municipio de La Sotonera, quedando la capital en Bolea

## Patrimonio

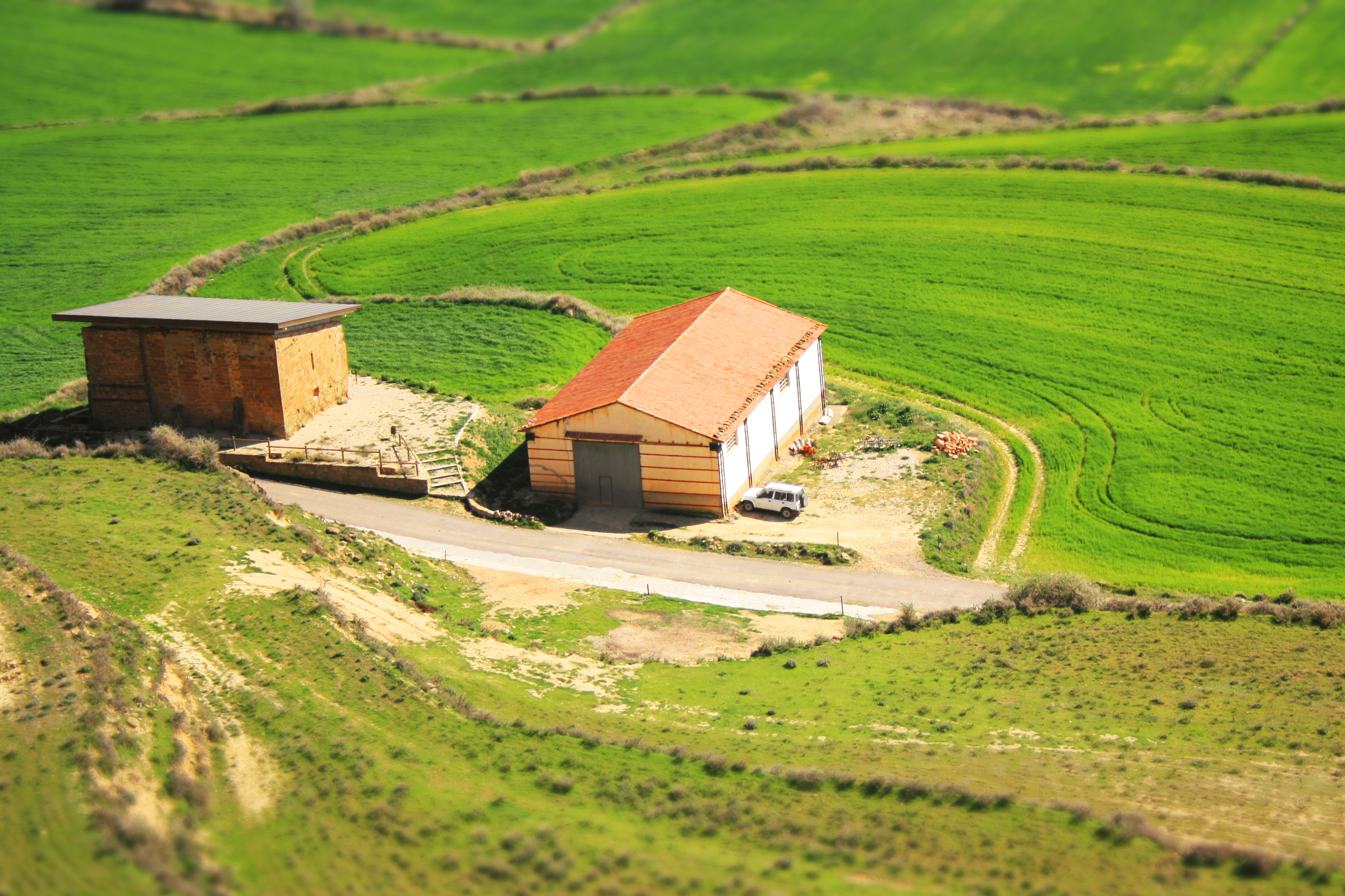
Vista aérea de la ermita de la Virgen de Mueras, restaurada íntegramente en el 2007.

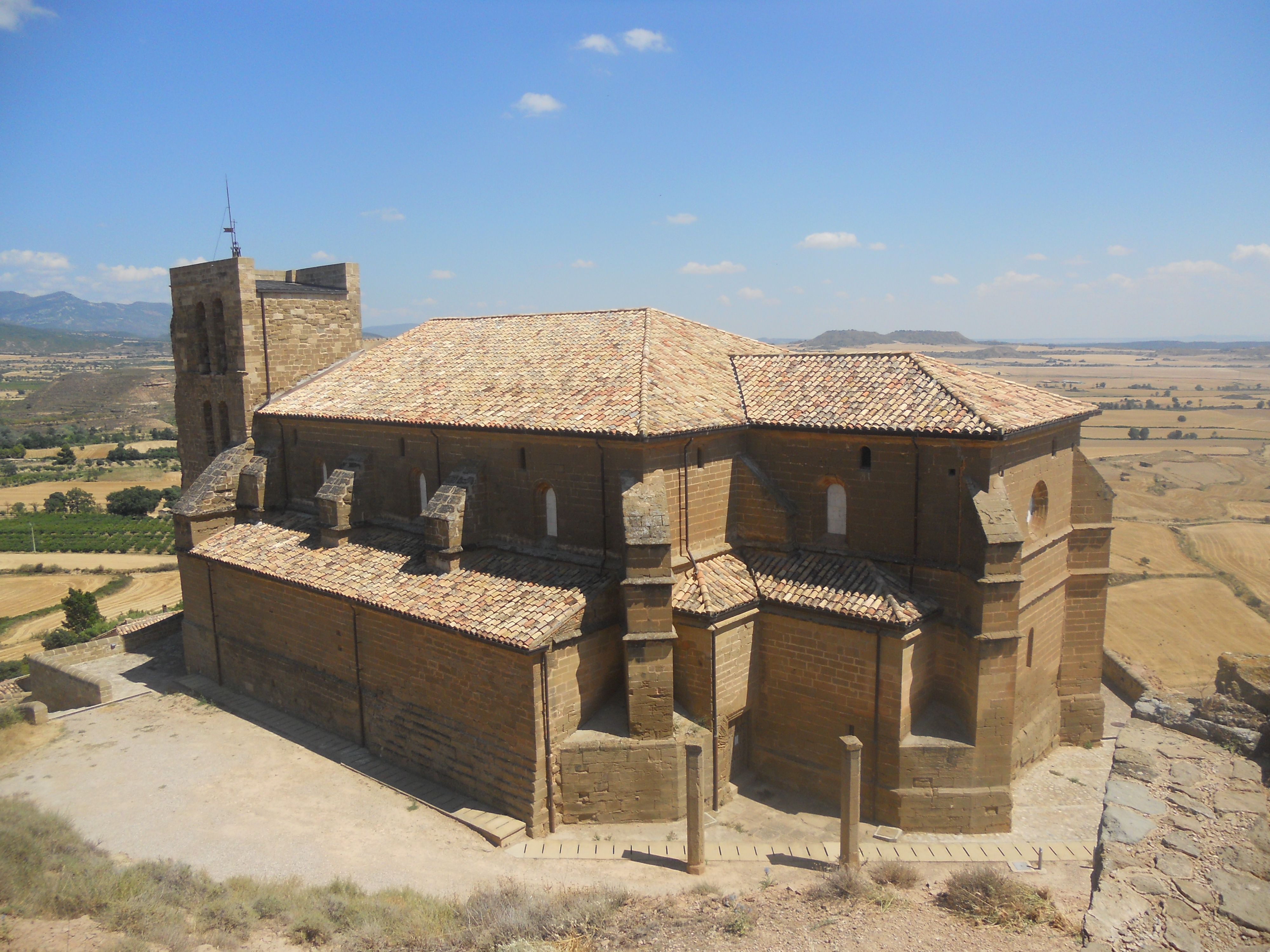
Vista de la Colegiata de Bolea

### Patrimonio religioso
- Colegiata de Bolea también conocida como iglesia parroquial de Santa María la Mayor, que contiene los restos del antiguo Castillo de Bolea.
- Iglesia de Nuestra Señora de la Soledad, construida sobre una ermita románica dedicada a Santo Tomás que fue reparada a finales del XVIII hasta que se decidió construir el actual templo en dos fases entre 1749-1760 y 1787-1799.[14][15]

- Ermita de la Virgen de Mueras, se trata de una ermita románica construida entre los años 1150 y 1160 pero que sufrió varias reformas y restauraciones a lo largo de tiempo,[16] pero que destaca por el valor artístico de sus capiteles románicos supervivientes.[17][18]
- Ermita de Santa Quiteria, ermita erigida en mampuesto en el siglo XVII de estilo tradicional aragonés.[19]
- Ermita de San Andrés Corsino, fundada en el siglo XVIII por el doctor de derecho Francisco José Bardají, enterrándose en la misma junto a su familia, actualmente en estado de ruina.[20]
- Ermita de San Cristóbal, construcción en mampostería del siglo XVII alejada del pueblo por el camino de las piscinas hacia Santa Quiteria.[21]

### Patrimonio civil
- Puente del siglo XVIII sobre el río Sotón, ubicado en la partida de Mesondena.[22]
- Fuente Vieja, del siglo XVIII que alimenta el lavadero de época moderna.[23]

- Restos de la antigua fortaleza musulmana, también conocido como Castillo de Bolea,[6] ya se encontraba en estado de ruina en el siglo XV-XVI,[24] aunque aún durante la Guerra Civil existía una cámara subterránea usada como depósito de munición y hoy día sus restos se encuentran integrados en la Colegiata de Bolea.[25]

### Patrimonio arqueológico
- El poblado ibérico de Betance.[26]
- La villa romana en la partida de Corona, identificada como Calagurris Fibularia.

## Fiestas
- Festividad de San Antonio, celebrada el domingo más próximo al día 13 de junio, Bolea celebra la Feria de la Cereza siendo el punto de encuentro la plaza Mayor.
- Fiestas de Santa Quiteria, celebradas en mayo con una romería a la ermita del mismo nombre organizada por una cofradía.[19]
- Fiestas de San Bartolomé: Fiestas patronales celebradas normalmente del 23 al 27 de agosto siendo el 24 el dia del patron, destacan de ellas sus famosos toros de fuego
- Fiestas de San Sebastián: Fiestas pequeñas celebradas la semana del 20 de enero con un hoguera y con orquestas el fin de semana organizadas por los quintos.
- Fiestas de Quintos: Además de San Sebastián sus días grandes son: El Viernes Santo (día del mayo, comida en santa Quiteria y participación en la procesión del santo entierro y orquesta), Sábado de pascua (orquesta tarde y noche) y Domingo de resurrección ( misa de quintos, comidas familiares y finalmente ronda a los quintos).